# Heinrich I. (Brandenburg)
Heinrich I., genannt auch Heinrich ohne Land (* 21. März 1256; † 14. Februar 1318) aus dem Geschlecht der Askanier, war Markgraf von Brandenburg und Landsberg.

## Leben
Heinrich war ein Sohn des Markgrafen Johann I. von Brandenburg aus dessen zweiter Ehe mit Jutta, der Tochter des Herzogs Albrecht I. von Sachsen. Die Herkunft seines Namenszusatzes „ohne Land“ leitet sich aus dem Umstand ab, dass Heinrich aus dem jüngeren Zweig der Johanneischen Linie (Stendaler Linie) stammte und zunächst kein eigenes Refugium hatte, wie es für die älteren Halbbrüder oder die Vettern der ottonischen Linie vorgesehen war. Heinrich war mehr als fünfzehn Jahre jünger als seine Halbbrüder Johann II., Otto IV. „mit dem Pfeil“ und Konrad I. und war lange von Regierungshandlungen ausgeschlossen.
Nachdem der älteste Halbbruder Johann II. verstorben war, nahm Heinrich ab 1294 an der Regierung des Landes teil und erhielt – nach den Excerpten des böhmischen Chronisten Přibík Pulkava – das Land Gelicz (Delitzsch), das zur Mark Landsberg gehörte. Die Mark Landsberg war 1290/91 vom Meißner Markgrafen Albrecht dem Entarteten an die Markgrafen von Brandenburg verkauft worden. Seit diesem Zeitpunkt führte Heinrich in Urkunden fast ausnahmslos neben dem Titel eines Markgrafen von Brandenburg auch denjenigen eines Markgrafen von Landsberg. In dieser Funktion trug er mit benachbarten Fürsten diverse Fehden aus. Vom Magdeburger Erzbischof Burchard II. von Blankenburg wurde er mit dem Kirchenbann belegt.
Im Jahre 1311 musste Heinrich die Pfalzgrafschaft Sachsen mit den Burgen Grillenberg bei Sangerhausen und Raspenburg bei Rastenberg an Sachsen-Wittenberg abtreten. Zudem verlor er eine Fehde mit dem Lausitzer Markgrafen Dietrich IV.
Nach dem Tode Heinrichs VII. von Luxemburg wurde Heinrich von seinem Neffen, dem Markgrafen Waldemar von Brandenburg, als Nachfolger für den deutschen Königsthron vorgeschlagen. Er selbst scheint dies abgelehnt zu haben, denn er versprach urkundlich seine Stimme Herzog Friedrich dem Schönen oder dessen Bruder Leopold zu geben. Trotzdem wählte er später Herzog Ludwig von Bayern zum römisch-deutschen König.
Heinrich starb am 14. Februar 1318 im Alter von 61 Jahren.

## Nachkommen
Heinrich war verheiratet mit Agnes von Bayern (1276–1340), Tochter von Herzog Ludwig II., Schwester Kaiser Ludwigs IV. und Witwe des Landgrafen Heinrich von Hessen. Das Paar hatte vier Kinder:
- Sophia (1300–1356) ⚭ Herzog Magnus I. von Braunschweig-Wolfenbüttel
- Judith ⚭ 1318 Herzog Heinrich II. von Braunschweig-Grubenhagen
- Margaretha (1302–1347), Äbtissin im Weißenfelser Kloster St. Claren (siehe Weißenfelser Klosterchronik) http://www.kloster-st-claren.de/images/PDF/Original%20Chronik.pdf
- Heinrich II. von Brandenburg (1308–1320), genannt das Kind